# Tony Marchant
Anthony John „Tony“ Marchant OAM (* 28. August 1937 in Chelsea, Victoria) ist ein ehemaliger australischer Radsportler. Bei den Olympischen Spielen 1956 in Melbourne errang er gemeinsam mit Ian Browne die Goldmedaille im Tandemrennen.

## Radsport-Laufbahn
Tony Marchant, genannt „Tippy“, war eines von acht Kindern. Sein Vater, ein Angehöriger der Royal Australian Navy, starb früh, und die Mutter musste die Kinder allein groß ziehen. Als einziger der Geschwister war Tony Marchant sehr sportlich und betätigte sich zunächst als Boxer. Als Jugendlicher trug er 25 Boxkämpfe für den Chelsea Youth Club aus und gewann die Boxmeisterschaft seiner Schule. Angeregt durch seine Freunde wandte er sich im Alter von 16 Jahren dem Radsport zu. Sein erstes Rad verdiente er sich als Bote, später erhielt er ein richtiges Rennrad von seinem ersten Trainer. Er begann seine Radsport-Laufbahn beim Chelsea Amateur Cycling Club und gewann 1955 mehrere Titel bei den australischen Junioren-Meisterschaften im Bahnradsport.
Ab Anfang 1956 fuhr Marchant mit Ian Browne gemeinsam Tandemrennen; der ältere Browne hatte Marchant als Partner wegen dessen Sprintqualitäten als Partner ausgesucht. Die beiden Männer bildeten ein gegensätzliches Paar: Marchant war mit 1,70 Metern Größe und 65 Kilogramm Gewicht von eher leichter Statur, während Browne mit einer Größe von 1,86 Metern bei 86 Kilogramm groß und kräftig gewachsen war. Nach nur wenigen gemeinsamen Trainingsfahrten wurde das Duo 1956 australische Meister auf dem Tandem, mit Browne vorne. Ihr Betreuer war der frühere Radsportler Billy Guyatt. Nur kurze Zeit später errangen Browne und Marchant vor heimischem Publikum in Melbourne die Goldmedaille im Tandemrennen, nachdem sie zweimal einen Hoffnungslauf zu bestehen hatten. Als Marchant nach Hause zurückkehrte, wurde er von mehreren Tausend Schulkindern empfangen und ihm zu Ehren ein öffentlicher Empfang ausgerichtet.

## Nach den Olympischen Spielen
Ein Jahr nach den Olympischen Spielen gab Tony Marchant überraschend den Radsport auf, um Australian Football zu spielen. Als Grund gab er an, dass er erneut denselben Sport ausüben wollte wie seine Freunde. Doch nach einem Jahr kehrte er zum Radsport zurück und wurde Profi. Gemeinsam mit Ron Murray und Alan McLellan reiste er nach Europa, um dort Rennen zu bestreiten. Die Reise war nicht erfolgreich, unter anderem, weil Marchant sein Bahnrad nicht mitgenommen hatte, da er ein neues in Italien bestellt hatte, das er aber niemals erhielt. 1961 beendete er seine Radsport-Laufbahn.
Marchant war gelernter Schuhmacher. Nach seinem Rücktritt vom Sport arbeitete er in der Schuhindustrie und entwarf Damenschuhe der Marke Imps and Cadets. Er heiratete 1962 und wurde Vater von zwei Kindern.
2010 wurde Tony Marchant gemeinsam mit Ian Browne in die Sport Australia Hall of Fame aufgenommen. Für seine Verdienste um den Radsport wurde er 2017 mit der Medaille des Order of Australia ausgezeichnet.